# Iced Earth
Az Iced Earth egy amerikai heavy metal-zenekar, melynek alapítója és mindmáig[mikor?] meghatározó zeneszerzője, szövegírója Jon Schaffer ritmusgitáros. Munkásságuk a thrash metal, a power metal, sőt a speed metal és a progresszív metal egyes stíluselemeit ötvözi.

## Történet
A zenekart Jon Schaffer alapította 1984-ben Indianában, akkor még Purgatory néven. Miután Jon 16 évesen elhagyta a szülői házat és egy autóbalesetben majdnem életét vesztette, úgy döntött, hogy életének eddigi nehézségeit és a megtapasztalt problémáit a zene által fejezi ki.
Első demó-felvételeit még a Purgatoryval készítette, azonban mikor a csapat átköltözött Floridába, nevet kellett változtatniuk, ugyanis már létezett egy éppen akkor lemezszerződést kapott hasonló néven futó zenekar a térségben. Így született meg az Iced Earth, mely rögtön első demójával (Enter The Realm) magára vonta a Century Media figyelmét. A lemezszerződést követően 1991-ben látott napvilágot a zenekar nevét viselő debütáló album, mellyel nemcsak az Egyesült Államokban, de Európában is turnéztak (a Blind Guardian kíséretében), és ennek keretében Magyarországra is eljutottak.

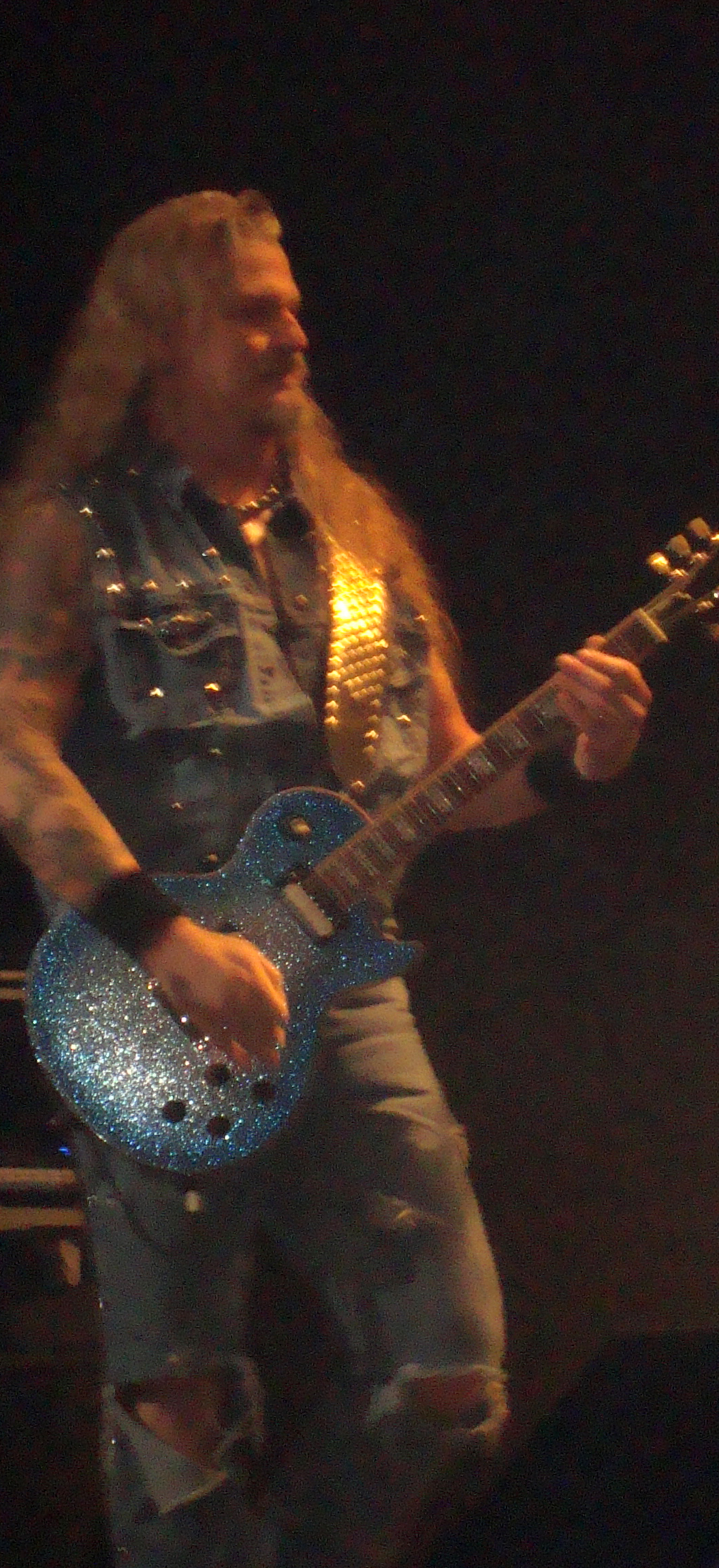
A zenekar-alapító: Jon Schaffer

A zenekar második albuma, az 1992-ben megjelent Night of the Stormrider hihetetlenül sikeresnek bizonyult. Történt ez annak ellenére, hogy az első lemez énekese, Gene Adam összekülönbözött a zenekarvezető Schafferrel és távozni kényszerült. Az album számai közül jópárat a zenekar (és természetesen a rajongótábor is) mindmáig a repertoár alapdalaként tart számon (Angels Holocaust, Stormrider, Travel in Stygian). A siker ellenére a zenekar a következő években nem tudott megegyezni kiadójával, illetve ismét énekes-problémákkal küzdött, így csak három év múlva készült el a Burnt Offerings címre keresztelt lemez, melyen már a zenekar legmeghatározóbb hangja, az akkor még hosszú vörös hajjal büszkélkedő Matthew Barlow állt a mikrofon mögött. A lemezt alapvetően Dante "Isteni színjátéka" ihlette: számos közvetlen és közvetett utalást találunk a középkori szövegre a lemezen. Az albumot sokan az Iced Earth legsötétebb hangvételű albumának tartják.
Miközben Európában és Japánban is jelentős sikereket ért el a zenekar, az Amerikai Egyesült Államokban nem tudott áttörést elérni. Mindez megmutatkozott a zenészek többszöri és sűrű változásában is. (Erről lásd részletesen a zenekar tagjairól szóló részt.)
Barlow-val megkezdődött a zenekar legsikeresebb időszaka. A következő lemezek már a profizmusról és a megtalált összhangról szóltak. Egyértelmű volt, hogy az egyes hangszerek mögötti arcok cserélődésével is, egységes és önálló, saját hangzást tudott kialakítani a zenekar, köszönhetően Schaffer dalszerzői vénájának és Barlow hangjának. Ezekben az években született meg a későbbi "Wicked-Saga" első koncepciója (a Something Wicked This Way Comes lemez utolsó három tétele), valamint ekkor kerültek olyan mindmáig megkerülhetetlen dalok a zenekar repertoárjába, mint a Dark Saga, az I Died For You, a The Hunter, vagy a Melancholy. A zenekar egyik legszemélyesebb és legmegrázóbb száma is ezekhez az évekhez köthető: a Watching Over Me című dalban Schaffer legjobb gyermekkori barátjának elvesztését dolgozta fel. Az európai sikert a zenekar egy 3 CD-ből álló koncertlemez kiadásával is megörökítette 1999-ben (Alive In Athens).
A zenekar sikerei ellenére az új évezred kezdetén váratlan fordulatot vett a történet: az énekes Matthew Barlow, a 2001. szeptember 11-ei terrortámadás nyomán megvált hosszú hajkoronájától, majd miután rögzítettek egy tribute-lemezt (melyen olyan előadók dalait dolgozták fel, mint a Judas Priest, a KISS, az AC/DC, az Iron Maiden vagy a Black Sabbath) az énekes 2003-ban otthagyta az együttest, hogy rendőri munkájának és a terrorizmus elleni küzdelemnek szentelhesse magát. Helyére az "örök helyettesítő", Tim „Ripper” Owens került, aki korábbi években többek között, Rob Halford távollétében, a Judas Priest énekese volt. Az új énekes a történelmi ihletésű The Glorious Burden című lemezen mutatkozott be a közönségnek és az Iced Earth karrierjének egyik legösszetettebb, legváltozatosabb lemezét sikerült vele elkészíteni, melynek kiemelkedő részét alkotja a Gettysburg hármas tétele. Ebből a későbbiek során önálló történelmi DVD-t is készített a zenekar.

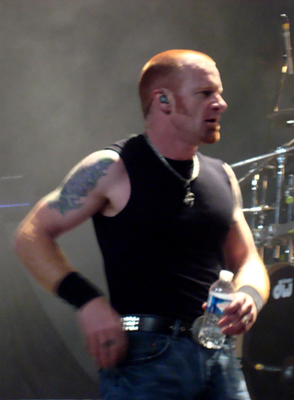
Matt Barlow énekes visszatérése után

A lemez központi témája, a háború és a hadviselés ugyanakkor - a politikai klíma következtében - éppen emiatt számos kritikát kapott. (A dalok közül több foglalkozik az amerikai függetlenségi nyilatkozattal, a polgárháború korával, vagy Napóleon és Waterloo kérdésével.) Barlow távozása és a hagyományos Iced Earth témák elhagyása (fantasy, horror) számos rajongót idegenített el a zenekartól. Az ő megnyerésükre kezdte el Schaffer kidolgozni a „Wicked-Saga” univerzumát. Első lépésként 2007 júniusában megjelentet az Overture Of The Wicked kislemez, majd a fantasy-ciklus hátterét felvázoló első koncept-lemez, a Framing Armageddon (Something Wicked Part 1).
Miközben az új lemez alapvetően ismét pozitív kritikákat kapott, a zenekar sikeres európai turnét bonyolított és megkezdte a fantasy-ciklus második lemezének előkészítését, 2007 decemberében Schaffer - a rajongók kérésére és nyomására hivatkozva - visszahívta a zenekarba Matt Barlow énekest. A sajtóhírek már arról szóltak, hogy a "Wicked-Saga" második teljes albumát Barlow fogja felénekelni.
A nagy visszatérést követően a zenekar elkészítette az I Walk Among You kislemezt, mely előrevetítette az új stúdióalbum irányát is. Végül a The Crucible Of Man (Something Wicked Part 2) album 2008 őszén jelent meg. A zenekar ismét turnéra indult, melynek keretében a Saxon kíséretében hazánkba is újólag ellátogattak.
Izgalmas összehasonlítási lehetőséget ad a két nagy formátumú énekes, Tim „Ripper” Owens és Matt Barlow között a zenekar által hosszas előkészületek után végül 2011 elején megjelentett koncertkiadvány. A CD és DVD formátumban napvilágot látott, hatórányi élő anyagot tartalmazó Festivals of the Wicked című anyagon három koncert felvételei szerepelnek, melyek közül egyen Owens (a 2007-es németországi Wacken Open Air fesztiválon), kettőn pedig Barlow énekelt (a 2008 Metalcamp fesztiválon Szlovéniában és a német Rock Hard fesztiválon). Az már csak külön érdekesség, hogy a CD-kiadványon a három koncert anyagai keverednek egymással és így egy lemezen szerepel a két énekes.
2011. március 3-án Matt Barlow bejelentette, hogy a megváltozott zeneipari helyzet közepette nem tudja tovább vállalni az Iced Earth énekesi szerepét, ugyanis a zenekarnak többet kellene turnéznia és fellépnie, családja és munkája viszont ezt nem teszi számára lehetővé. A legendás énekes utolsó fellépésére a zenekarral a 2011-es Wacken fesztivál keretében került sor.
Barlow bejelentése után nem sokkal Jon Schäffer közölte, hogy a zenekar folytatja munkásságát, sőt komoly világ-körüli turnéra indul, melyen az énekes Stu Block, az Into Eternity korábbi énekese lesz. A turné során a zenekar hazánkban is ismét koncertet ad.
A turné apropóját az új énekessel rögzített Dystopia című korong jelenti, mely immár az Iced Earth tizedik stúdióalbuma. "Bár a Dystopia nem concept-album, de a zenéjét - a megszokott módon - sci-fi filmek inspirálták, a V for Vendetta, Dark City és a Soylent Green, amitől összességében mégis concept-nek tűnik az anyag." Az új énekessel úgy tűnik, sikerült a zenekar vezetőjének, Jon Schaffernek is ismét új ihletet találnia, ugyanis a lemez frissebben szól és élet-telibbnek tűnik, mint a legutóbbi kísérletezések. Ugyanakkor hangzásvilágában egy klasszikus Iced Earth lemezzel van dolgunk, melyben a "a technikai megvalósításon kívül a dallamok és a riffek tulajdonképpen ugyanazt a hőskorban gyökeredző, szikár heavy/power metalt vetítik elénk", mint amit a rajongók immár bő két és fél évtizede megszerettek.

## AWicked-Saga
Az évek során Jon Schäffer dalainak egyik legjellegzetesebb szereplőjévé vált Set Abominae kitalált karaktere, a Wicked-Saga is alakja körül épül fel. A fantasy-sztori szerint a korai Something Wicked This Way Comes albumon megjelent dalok, valamint a 2007-es Framing Armageddon és a The Crucible Of Man lemez szerzeményei mintegy 12.000 év történetét mesélik el, mely során az emberiség invázióval jut a Föld birtokába, kiirtva az itt élő lényeket (Setians). Azonban a menekülni képes lények (Ten Thousand Strong) nemcsak elrejtőznek, de hatalmuknál fogva agymosással sújtják az emberiséget (The Clouding), majd asszimilálódnak az emberek közé és manipulálják történelmük menetét, megosztják őket és konfliktusokkal gyengítik összetartozásukat. Várakoznak az Antikrisztusnak tekintett Set Abominae megszületésére, mellyel a második lemez indít (a hatodik hónap hatodik napjának hatodik órájában látja meg a napvilágot). Folyamatosan készül a rá váró feladatra, mígnem minden küldetését teljesítve ő lesz a leghatalmasabb lény az univerzumban (Astral Beast), aki hatalma által beteljesíti az apokalipszist és az emberiség pusztulását. Az album azonban egy szebb jövő képével zárul az emberiség számára: Set Abominae is képes felismerni az emberiségben a lehetőséget, hogy túllépjen tökéletlenségén és új, közös jövőt építsen (Come What May). Ugyanakkor Schaffer nem zárta le magában a történetet, ezt jól mutatja, hogy a 2011-ben megjelent Dystopia-albumon is két dal folytatja a "Wicked-Saga" eseményeit. Set Abominae szelleme hatja át a lemezen a címadó dalt, mely a Come What May történet-fonalát karolja fel: a "gonosz" immár uralja a Földet, a városok sivár acéltbörtönökké váltak, de a remény még él, ezt mutatja a lemez második e témában fogant dala (Tragedy and Triumph).
A főszereplő alakja nemcsak a három klasszikus Wicked-lemez borítóján, de az Alive in Athens koncertlemezen, a Horror Show albumon, valamint a Tribute To The Gods feldolgozáslemezen is megjelenik. Sőt ott díszeleg a 2011-es Dystopia-korong borítóján is. Emellett Schaffer bejelentette, hogy a rajongók várhatják a történet más formában való folytatását: elképzelhető egy (kép)regény, illetve egy jövőbeni film elkészítése is.

## Az Iced Earth tagjai

### Jelenlegi felállás
- Jon Schaffer – gitár (1984-napjainkig); az összes kiadványon szerepel.
- Stu Block – ének(2011-napjainkig); a Dystopia lemeztől
- Luke Appleton – basszusgitár (2012-napjainkig); a Live in Ancient Kourion koncertlemeztől
- Brent Smedley – dobok (1996-1997, 1998-1999, 2006-2013, 2015-napjainkig); a Days of Purgatory lemezen, majd a The Melancholy EP-n és az Alive in Athens triplalemezen, végül az Overture of the Wicked kislemeztől szerepel a kiadványokon.

### Korábbi tagok

#### Ének
- Gene Adam (1985-1991); az Enter the Realm demón és az Iced Earth albumon
- John Greely (1991-1992); a Night of the Stormrider albumon
- Matt Barlow (1994-2003, 2007-2011); a Burnt Offerings lemeztől a Tribute to the Gods albumig, majd a 2008-as I Walk Among You kislemezen és a The Crucible Of Man (Something Wicked Part 2) című lemezen
- Tim „Ripper” Owens (2003–2007); a 2003-as The Reckoning kislemeztől egészen a 2007-es Framing Armageddon lemezig

#### Gitár
- Bill Owen (1985–1987)
- Randall Shawver (1988–1998); az Enter the Realm demótól a The Dark Saga albumig
- Larry Tarnowski (1998–2003); a Something Wicked This Way Comes lemeztől a Tribute to the Gods albumig
- Ralph Santolla (2003–2004); a The Reckoning kislemeztől a The Glorious Burden albumig
- Ernie Carletti (2006)
- Tim Mills (2006–2007); az Overture of the Wicked kislemezen és a Framing Armageddon albumon
- Troy Seele (2007-2016); a Framing Armageddon lemeztől a Plagues of Babylon albumig

#### Basszusgitár
- Richard Bateman (1985–1986)
- Dave Abell (1987–1996); az Enter the Realm demótól a The Dark Saga lemezig
- James MacDonough (1996–2000 és 2001–2004); a Something Wicked This Way Comes albumtól az Alive in Athens lemezig, majd a The Reckoning kislemeztől a The Glorious Burden albumig
- Steve DiGiorgio (2000–2001); a Horror Show lemezen
- James "Bo" Wallace (2006-2007)
- Dennis Hayes 	(2007); a Framing Armageddon és a The Crucible of Man lemezeken
- Freddie Vidales (2008-2012); az I Walk Among You kislemezen és a Dystopia albumon

#### Dob
- Greg Seymour (1984–1989); az Enter the Realm demón
- Mike McGill (1989–1991); az Iced Earth lemezen
- Rick Secchiari (1991–1992); a Night of the Stormrider albumon
- Rodney Beasley (1992–1995); a Burnt Offerings lemezen
- Mark Prator (1995–1996 és 1997–1998); a The Dark Saga és a Something Wicked This Way Comes albumokon
- Richard Christy (2000–2004); a Horror Show albumtól a The Glorious Burden lemezig
- Bobby Jarzombek (2004-2006)
- Raphael Saini (2013); a Plagues of Babylon albumon
- Jon Dette (2013-2015)

## Diszkográfia

### Stúdiólemezek
- 1989 Enter the Realm (demo)
- 1991 Iced Earth
- 1992 Night of the Stormrider
- 1995 Burnt Offerings
- 1996 The Dark Saga
- 1998 Something Wicked This Way Comes
- 1999 The Melancholy EP
- 2001 Horror Show
- 2002 Tribute to the Gods
- 2004 The Glorious Burden
- 2007 Overture of the Wicked EP
- 2007 Framing Armageddon (Something Wicked Part 1)
- 2008 The Crucible of Man (Something Wicked Part 2)
- 2011 Dystopia
- 2013 Plagues of Babylon
- 2017 Incorruptible

### Koncertlemezek
- 1999 Alive in Athens
- 2011 Festivals of the Wicked
- 2013 Live in Ancient Kourion

### Válogatáslemezek
- 1997 Days of Purgatory
- 2004 The Blessed and the Damned

### Díszdobozos kiadványok
- 2001 Dark Genesis (5CD); az Enter the Realm demo, az első három nagylemez remaszterelt változata, és egy Tribute to the Gods című feldolgozásalbum
- 2008 Slave to the Dark (14CD+DVD); a Century Media kiadónál 1991 és 2001 között megjelent albumok gyűjteménye bónusz felvételekkel kiegészítve
- 2010 Box of the Wicked (5CD); a Something Wicked Saga történetéhez kapcsolódó kiadványok egyben

### Hivatalos DVD kiadványok
- 2005 Gettysburg (1863)
- 2006 Alive in Athens
- 2011 Festivals of the Wicked
- 2013 Live in Ancient Kourion